# وندیش پریبورن
وندیش پریبورن (به آلمانی: Wendisch Priborn) یک منطقهٔ مسکونی در آلمان است که در گانتسلین واقع شده‌است. وندیش پریبورن ۴۴۸ نفر جمعیت دارد.